# Frank Auerbach
Frank Helmut Auerbach (Berlín, 29 de abril de 1931-Londres, 11 de noviembre de 2024) fue un pintor alemán nacionalizado británico en 1947.

## Biografía
Hijo del abogado Max Auerbach y la pintora aficionada Charlotte Nora Burchardt nació en Berlín pero gracias a la escritora Iris Origo, fue enviado a Inglaterra en 1939 para escapar de la persecución nazi. A los siete años salió via Hamburgo a Southampton. Nunca más volvió a ver a sus padres que murieron en campos de concentración.
En la escuela de Kent, se destacó como actor y pintor, participó en obras de Peter Ustinov en St Pancras. Estudió en el Royal College of Art de 1952 a 1955.
Su primera exhibición individual fue en 1956, e importantes shows en la Marlborough Gallery de New York, en 1969, 1982, 1994, 1998 y 2006
En 1986 representó a Inglaterra en la Bienal de Venecia ganando el premio junto a Sigmar Polke. Ha tenido importantes retrospectivas en la Kunstverein de Hamburgo, Centro de Arte Reina Sofia, Madrid, en 1987, Van Gogh Museum, Ámsterdam, in 1989; Yale Center for British Art, New Haven, y la National Gallery, Londres, en 1995.
Para 2014 se prepara una gran retrospectiva en su obra en la Tate Gallery londinense.